# Skjærhalden
Skjærhalden és un llogaret de l'illa de Kirkøy, al municipi de Hvaler, comtat d'Østfold, Noruega. El 2015 tenia 872 habitants. És el centre administratiu del municipi.
A l'estiu Skjærhalden és una popular destinació turística. Per Nadal, Pasqua i durant gran part de l'estiu hi ha un ferri del municipi suec de Strömstad al poble.

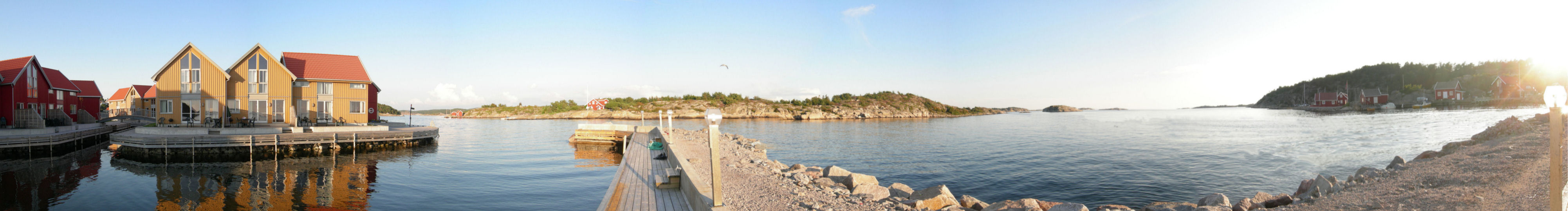
Panoràmica del port de Skjærhalden.